# Malky Mackay
Malcolm George „Malky“ Mackay (* 19. Februar 1972 in Bellshill) ist ein ehemaliger schottischer Fußballspieler und jetziger -trainer. Er trainierte zwischen 2017 und 2018 interimsweise die schottische Nationalmannschaft, für die er als Spieler 2004 fünf Länderspiele bestritt.

## Spielerkarriere

### FC Queen’s Park und Celtic Glasgow
Malky Mackay begann seine Karriere beim schottischen Drittligisten FC Queen’s Park und verblieb in dieser Spielklasse bis zu seinem Wechsel zu Celtic Glasgow im Sommer 1993. Mit Celtic gewann er 1997/98 die schottische Meisterschaft, kam jedoch nie über den Status eines Ergänzungsspielers hinaus.

### Norwich City
Nachdem er kurz zuvor bereits auf Leihbasis zum englischen Zweitligisten Norwich City gewechselt war, verpflichtete ihn der Verein am 21. September 1998 auf fester Vertragsbasis. Mit seiner neuen Mannschaft verbrachte er die folgenden drei Jahre im Mittelfeld der zweiten Liga, ehe in der Football League First Division 2001/02 aufgrund eines sechsten Tabellenplatzes der Sprung in die Play-offs gelang. Nach einem Erstrundenerfolg über die Wolverhampton Wanderers scheiterte Norwich jedoch im Finale nach Elfmeterschießen an Birmingham City. Zwei Spielzeiten später gewann der 32-jährige Mackay mit seinem Team die Zweitliga-Meisterschaft und erreichte damit den Aufstieg in die Premier League.

### West Ham United und FC Watford
Am 10. September 2004 wechselte Mackay zu West Ham United und bestritt achtzehn Ligaspiele (zwei Treffer) in der Football League Championship 2004/05. West Ham stieg in dieser Spielzeit dank eines 1:0-Erfolges im Play-off-Finale über Preston North End in die erste Liga auf, Malky Mackay kam in den letzten Spielen der Saison jedoch nicht zum Einsatz. Im August 2005 verpflichtete ihn der FC Watford. Mit seinem neuen Team erreichte er 2005/06 den dritten Erstliga-Aufstieg in Serie (3:0 im Play-off-Finale über Leeds United). In der Premier League 2006/07 bestritt er vierzehn Ligaspiele, stieg mit Watford jedoch als Tabellenletzter in die zweite Liga ab. Nach der Saison 2007/08 beendete er seine Spielerlaufbahn.

## Trainerkarriere

### FC Watford
Nachdem er bereits im November 2008 kurzzeitig als Interimstrainer beim FC Watford aktiv gewesen war, wurde Malky Mackay am 15. Juni 2009 als neuer Cheftrainer des Vereins vorgestellt. Die Football League Championship 2009/10 beendete die Mannschaft unter ihrem neuen Trainer lediglich auf dem 16. Tabellenplatz. Ein Jahr später beendete Watford die Saison als Vierzehnter.

### Cardiff City
Am 17. Juni 2011 verpflichtete ihn der Ligakonkurrent Cardiff City. Den walisischen Verein führte er in der Football League Championship 2011/12 auf den sechsten Platz und erreichte infolgedessen die Play-offs, scheiterte dort jedoch vorzeitig an West Ham United. Im Ligapokal 2011/12 führte er seine Mannschaft ins Finale, verlor die Partie jedoch im Elfmeterschießen vor 89.044 Zuschauern in Wembley gegen den Favoriten FC Liverpool. Bereits im Dezember 2011 war Mackay zum Trainer des Monats November der zweiten Liga gewählt worden.
Am 27. Dezember 2013 reagierte die Vereinsführung von Cardiff City auf eine anhaltende sportliche Krise, indem Mackay bis auf weiteres entlassen wurde.

### Wigan Athletic
Im November 2014 wurde Mackay als Nachfolger von Uwe Rösler als neuer Manager von Wigan Athletic vorgestellt. Im April 2015 wurde auch er entlassen.

### Schottland
Im Oktober 2017 wurde er Interimstrainer der schottischen Nationalmannschaft.

### Ross County
Im Mai 2021 wurde er neuer Trainer beim schottischen Erstligisten Ross County. In seiner ersten Saison als Trainer belegte County den sechsten Platz in der Scottish Premiership. In der Saison 2022/23 führte er den Verein auf den elften Tabellenplatz und konnte den Abstieg verhindern, als im Elfmeterschießen des Play-off-Finals gegen Partick Thistle gewonnen wurde. Mackay wurde am 15. November 2023 von County entlassen, nachdem die Mannschaft neun Spiele sieglos war und auf dem 11. Platz der Premiership-Tabelle lag.